# Sant'Urbano
Sant'Urbano är en ort och kommun i provinsen Padova i regionen Veneto i Italien. Kommunen hade 1 970 invånare (2018).